# Medium rare (Foo Fighters)
Medium rare is een album waarop de Foo Fighters dertien liedjes van andere bands en artiesten vertolkte. Het album werd uitgebracht op 16 april 2011. Los van de twee nieuwe covernummers "Bad reputation" en "This will be our year" werden alle andere nummers in de Foo Fighters-versie reeds eerder uitgebracht, bijvoorbeeld als B-kanten van singles, op compilatiealbums.

## Tracklist
1. "Band on the run" - cover van Wings - 5:08
zang Dave Grohl
2. "I feel free" - cover van Cream - 2:56
zang Taylor Hawkins
3. "A life of illusion" - cover van Joe Walsh - 3:40
zang Taylor Hawkins
4. "Young man blues" - cover van Mose Allison cover (live in Austin City Limits) - 5:28
zang Dave Grohl
5. "Bad reputation" - cover van Thin Lizzy - 2:33
zang Dave Grohl
6. "Darling Nikki" - cover van Prince & The Revolution - 3:24
zang Dave Grohl
7. "Down in the park" - cover van Gary Numan en Tubeway Army - 4:07
zang Dave Grohl
8. "Baker street" - cover van Gerry Rafferty (live bij BBC Radio 1 Evening Session April 30, 1997) - 5:39
zang Dave Grohl
9. "Danny says" - cover van Ramones - 2:59
drums Greg Bissonette, zang Chris Shiflett
10. "Have a cigar" - cover van Pink Floyd - 4:15
met Brian May, zang Taylor Hawkins
11. "Never talking to you again" - cover van Hüsker Dü (Live, Hamburg, Germany, 1st December 2002) - 1:45
zang Dave Grohl
12. "Gas chamber" - cover van Angry Samoans (Live @ BBC Radio 1 Evening Session April 30, 1997) - 0:57
zang Dave Grohl
13. "This will be our year" - cover van The Zombies - 2:44
zang Dave Grohl

## Hitnotering

### NederlandseAlbum Top 100
| Hitnotering: 23-04-2011 | Hitnotering: 23-04-2011 | Hitnotering: 23-04-2011 |
| Week:                   | 1                       |                         |
| ----------------------- | ----------------------- | ----------------------- |
| Positie:                | 51                      | uit                     |